# Toxotrypana
Toxotrypana is een geslacht van insecten uit de familie van de Boorvliegen (Tephritidae), die tot de orde tweevleugeligen (Diptera) behoort.

## Soort
- T. curvicauda Gerstaecker, 1860